# Oxymirus
Oxymirus is een kevergeslacht uit de familie van de boktorren (Cerambycidae). De wetenschappelijke naam van het geslacht werd voor het eerst geldig gepubliceerd in 1862 door Mulsant.

## Soorten
Oxymirus omvat de volgende soorten:
- Oxymirus mirabilis (Motschulsky, 1838)
- Oxymirus cursor (Linnaeus, 1758)